# Persone di nome Charlotte
| Questa pagina contiene informazioni ricavate automaticamente dalle voci biografiche con l'ausilio del template Bio e di un bot. L'aggiornamento è periodico e automatico e ricostruisce completamente la pagina. Se manca una persona in questa lista, sei pregato di non aggiungerla, ma accertati piuttosto che la sua voce biografica contenga il template Bio e che i dati anagrafici siano correttamente compilati. Se il template Bio manca, inseriscilo tu stesso o, in alternativa, metti l'avviso {{tmp\|Bio}} che ne segnala la mancanza. Se i dati riportati sono sbagliati, correggi direttamente la voce biografica; le modifiche saranno visibili in questa lista entro pochi giorni. Per chiarimenti vedi il progetto antroponimi. La lista contiene solo le 173 persone che sono citate nell'enciclopedia e per le quali è stato implementato correttamente il template Bio. Pagina aggiornata al 6 ago 2025. |

Questa è una lista di persone presenti nell'enciclopedia che hanno il nome Charlotte, suddivise per attività principale.

## Antifasciste(1)
- Charlotte Eisenblätter, antifascista tedesca (Charlottenburg, n. 1903 - Berlino, † 1944)

## Antiquarie(1)
- Charlotte von Mahlsdorf, antiquaria tedesca (Berlino, n. 1928 - Berlino, † 2002)

## Architetti(1)
- Charlotte Frank, architetto tedesca (Kiel, n. 1959)

## Arrampicatrici(1)
- Charlotte Durif, arrampicatrice francese (Belley, n. 1990)

## Artiste(1)
- Lotte Pritzel, artista e costumista tedesca (Breslavia, n. 1887 - Berlino, † 1952)

## Astronome(1)
- Charlotte Moore Sitterly, astronoma statunitense (Ercildoun, n. 1898 - Washington, † 1990)

## Attiviste(2)
- Charlotte Figi, attivista statunitense (Colorado Springs, n. 2006 - Colorado Springs, † 2020)
- Charlotte Vandine Forten, attivista statunitense (Filadelfia, n. 1785 - Filadelfia, † 1884)

## Attrici(38)
- Charlotte Ander, attrice tedesca (Berlino, n. 1902 - Berlino, † 1969)
- Charlotte Ayanna, attrice statunitense (San Juan, n. 1976)
- Charlotte Beaumont, attrice britannica (Watford, n. 1995)
- Charlotte Burton, attrice statunitense (San Francisco, n. 1881 - Los Angeles, † 1942)
- Charlotte Chatton, attrice britannica (Londra, n. 1975)
- Charlotte Coleman, attrice britannica (Londra, n. 1968 - Londra, † 2001)
- Jose Collins, attrice e cantante britannica (Londra, n. 1887 - Epping, † 1958)
- Lotta Crabtree, attrice statunitense (New York, n. 1847 - San Francisco, † 1924)
- Charlotte Crossley, attrice statunitense
- Charlotte Désert, attrice francese (Parigi, n. 1989)
- Charlotte Gainsbourg, attrice e cantante britannica (Londra, n. 1971)
- Charlotte Henry, attrice statunitense (Brooklyn, n. 1914 - La Jolla, † 1980)
- Charlotte Hope, attrice britannica (Salisbury, n. 1991)
- Charlotte Kerr, attrice, regista e sceneggiatrice tedesca (Francoforte sul Meno, n. 1927 - Berna, † 2011)
- Charlotte Le Bon, attrice e ex modella canadese (Montréal, n. 1986)
- Charlotte Lewis, attrice inglese (Londra, n. 1967)
- Mercedes McCambridge, attrice statunitense (Joliet, n. 1916 - La Jolla, † 2004)
- Charlotte McKinney, attrice e modella statunitense (Orlando, n. 1993)
- Charlie Murphy, attrice irlandese (Enniscorthy, n. 1988)
- Charlotte Nicdao, attrice australiana (Melbourne, n. 1991)
- Lottie Pickford, attrice canadese (Toronto, n. 1893 - Los Angeles, † 1936)
- Charlotte Rae, attrice, doppiatrice e cantante statunitense (Milwaukee, n. 1926 - Los Angeles, † 2018)
- Charlie Ray, attrice statunitense (New York, n. 1992)
- Charlotte Riley, attrice britannica (Grindon, n. 1981)
- Charlotte Ross, attrice statunitense (Winnetka, n. 1968)
- Charlotte Salt, attrice e modella britannica (Newcastle-under-Lyme, n. 1985)
- Charlotte Schwab, attrice svizzera (Basilea, n. 1952)
- Charlotte Alexandra, attrice britannica (Inghilterra, n. 1954)
- Charlotte Spencer, attrice e doppiatrice britannica (Harlow, n. 1991)
- Charlotte Stevens, attrice statunitense (Chicago, n. 1902 - Los Angeles, † 1946)
- Charlotte Stewart, attrice statunitense (Yuba City, n. 1941)
- Charlotte Sullivan, attrice canadese (Toronto, n. 1983)
- Charlotte Susa, attrice e cantante tedesca (Klaipėda, n. 1898 - Basilea, † 1976)
- Charlotte Valandrey, attrice, cantante e scrittrice francese (Parigi, n. 1968 - Parigi, † 2022)
- Charlotte Vandermeersch, attrice, sceneggiatrice e regista belga (Oudenaarde, n. 1983)
- Charlotte Vega, attrice spagnola (Madrid, n. 1994)
- Charlotte Wakefield, attrice e cantante inglese (Macclesfield, n. 1990)
- Charlotte Zucker, attrice statunitense (Milwaukee, n. 1921 - Shorewood, † 2007)

## Attrici pornografiche(2)
- Charlotte Sartre, attrice pornografica e regista statunitense (California, n. 1994)
- Charlotte Stokely, attrice pornografica statunitense (Salt Lake City, n. 1986)

## Attrici teatrali(5)
- Carlotta Birch-Pfeiffer, attrice teatrale e scrittrice tedesca (Stoccarda, n. 1800 - Berlino, † 1868)
- Charlotte Charke, attrice teatrale inglese (Londra, n. 1713 - Londra, † 1760)
- Charlotte Cushman, attrice teatrale statunitense (Boston, n. 1816 - Boston, † 1876)
- Charlotte Page, attrice teatrale e soprano britannica (Staffordshire, n. 1967)
- Charlotte Vanhove, attrice teatrale francese (L'Aia, n. 1771 - Parigi, † 1860)

## Calciatrici(5)
- Charlotte Bilbault, calciatrice francese (Saint-Doulchard, n. 1990)
- Charlie Estcourt, calciatrice gallese (Berkshire, n. 1998)
- Charlotte Grant, calciatrice australiana (Adelaide, n. 2001)
- Charlotte Tison, calciatrice belga (Etterbeek, n. 1998)
- Charlotte Voll, calciatrice tedesca (Karlsruhe, n. 1999)

## Canottiere(1)
- Charlotte Geer, ex canottiera statunitense (Greenwich, n. 1957)

## Cantanti(2)
- Vitaa, cantante francese (Mulhouse, n. 1983)
- Charly McClain, cantante statunitense (Memphis, n. 1956)

## Cantautrici(6)
- Charli XCX, cantautrice e compositrice britannica (Cambridge, n. 1992)
- Charlotte Cardin, cantautrice e ex modella canadese (Montréal, n. 1994)
- Charlotte Church, cantautrice, attrice e conduttrice televisiva britannica (Cardiff, n. 1986)
- Charlotte Hatherley, cantautrice e chitarrista britannica (Londra, n. 1979)
- Charlotte Martin, cantautrice e pianista statunitense (Charleston, n. 1976)
- Charlotte Lawrence, cantautrice e modella statunitense (Los Angeles, n. 2000)

## Cavallerizze(1)
- Charlotte Dujardin, cavallerizza britannica (Enfield, n. 1985)

## Cestiste(2)
- Charlotte Lewis, cestista statunitense (Chicago, n. 1955 - Kansas City, † 2007)
- Charlotte Smith, ex cestista e allenatrice di pallacanestro statunitense (Shelby, n. 1973)

## Cicliste su strada(2)
- Charlotte Becker, ex ciclista su strada e pistard tedesca (Datteln, n. 1983)
- Charlotte Kool, ciclista su strada olandese (Blaricum, n. 1999)

## Conduttrici televisive(2)
- Charlotte Hudson, conduttrice televisiva britannica (Sheffield, n. 1972)
- Charlotte Roche, conduttrice televisiva e scrittrice tedesca (High Wycombe, n. 1978)

## Contralti(1)
- Charlotte Sainton-Dolby, contralto, insegnante e compositrice inglese (Londra, n. 1821 - Londra, † 1885)

## Danzatrici(2)
- Charlotte d'Amboise, ballerina, attrice e cantante statunitense (New York, n. 1964)
- Charlotte Bara, ballerina tedesca (Bruxelles, n. 1901 - Locarno, † 1986)

## Disc jockey(1)
- Charlotte de Witte, disc-jockey e produttrice discografica belga (Gand, n. 1992)

## Etnologhe(1)
- Charlotte Gower Chapman, etnologa e scrittrice statunitense (Kankakee, n. 1902 - Washington, † 1982)

## Fotografe(2)
- Charlotte Joël, fotografa tedesca (Berlino, n. 1887 - Birkenau, † 1943)
- Charlotte Rudolph, fotografa tedesca (Dresda, n. 1896 - Amburgo, † 1983)

## Genetiste(1)
- Charlotte Auerbach, genetista e biologa tedesca (Krefeld, n. 1899 - Edimburgo, † 1994)

## Geologhe(1)
- Charlotte Murchison, geologa britannica (Nursted House, n. 1788 - Londra, † 1869)

## Giornaliste(1)
- Charlotte Casiraghi, giornalista monegasca (La Colle, n. 1986)

## Insegnanti(2)
- Charlotte Forten Grimké, docente, poetessa e attivista statunitense (Filadelfia, n. 1837 - Washington, † 1914)
- Charlotte Woodward Pierce, insegnante, stilista e attivista statunitense (Waterloo, n. 1830 - Filadelfia, † 1924)

## Matematiche(1)
- Charlotte Froese Fischer, matematica, fisica e informatica sovietica (Pravdivka, n. 1929 - Maryland, † 2024)

## Medici(1)
- Charlotte Olivier, medico russo (San Pietroburgo, n. 1864 - Le Mont-sur-Lausanne, † 1945)

## Mezzofondiste(1)
- Charlotte Mouchet, mezzofondista francese (Tournan-en-Brie, n. 1996)

## Mezzosoprani(1)
- Charlotte Bournonville, mezzosoprano danese (Copenaghen, n. 1832 - Copenaghen, † 1911)

## Modelle(5)
- Charlotte Dawson, modella e personaggio televisivo neozelandese (Auckland, n. 1966 - Woolloomooloo, † 2014)
- Charlotte di Calypso, modella francese (Lilla, n. 1990)
- Charlotte Krona, modella, violinista e conduttrice televisiva svedese (Bringetofta, n. 1978)
- Charlotte Kemp Muhl, modella e cantante statunitense (Atlanta, n. 1987)
- Charlotte Sheffield, modella statunitense (Salt Lake City, n. 1937 - Salt Lake City, † 2016)

## Nobildonne(15)
- Charlotte Bertie, nobildonna e scrittrice inglese (Uffington, n. 1812 - Dorset, † 1895)
- Charlotte Boyle-Walsingham, XXI baronessa de Ros, nobildonna irlandese (Castlemartyr, n. 1769 - Londra, † 1831)
- Charlotte Elizabeth Boyle, nobildonna inglese (n. 1731 - Uppingham, † 1754)
- Charlotte Murray, nobildonna scozzese (Atholl, n. 1731 - Glasgow, † 1805)
- Charlotte Clive, nobildonna inglese (n. 1787 - Londra, † 1866)
- Charlotte Fermor, nobildonna inglese (n. 1725 - Londra, † 1813)
- Charlotte von Lieven, nobildonna russa (n. 1742 - † 1828)
- Charlotte Gordon, nobildonna britannica (Gordon Castle, n. 1768 - Londra, † 1842)
- Madame de Montesson, nobildonna francese (Parigi, n. 1738 - Parigi, † 1806)
- Charlotte de Laval, nobildonna francese (Bretagna, n. 1530 - Orléans, † 1568)
- Charlotte Sophia Leveson-Gower, nobildonna inglese (n. 1788 - † 1870)
- Charlotte Anne Thynne, nobildonna inglese (Longleat House, n. 1811 - Ditton Park, † 1895)
- Charlotte de Sauve, nobildonna francese (n. 1551 - † 1617)
- Charlotte d'Albret, nobildonna francese (Labrit, n. 1480 - La Motte-Feuilly, † 1514)
- Charlotte Helene von Schindel, nobildonna danese (n. 1690 - † 1752)

## Nobili(6)
- Charlotte Jemima FitzRoy, nobile inglese (Londra, n. 1650 - Londra, † 1684)
- Charlotte Grimaldi, nobile (Costantina, n. 1898 - Parigi, † 1977)
- Charlotte Lee, contessa di Lichfield, nobile inglese (n. 1664 - † 1718)
- Charlotte Stanley, contessa di Derby, nobile francese (n. 1599 - † 1664)
- Charlotte Stuart, duchessa di Albany, nobile scozzese (Liegi, n. 1753 - Bologna, † 1789)
- Madame de Ventadour, nobile francese (n. 1654 - Versailles, † 1744)

## Nuotatrici(5)
- Charlotte Bonnet, nuotatrice francese (Enghien-les-Bains, n. 1995)
- Charlotte Boyle, nuotatrice statunitense (New York, n. 1899 - Scottsville, † 1990)
- Charlotte Mühe, nuotatrice tedesca (n. 1910 - † 1981)
- Charlotte Radcliffe, nuotatrice britannica (Liverpool, n. 1903 - Liverpool, † 1979)
- Charlotte e Laura Tremble, sincronetta francese (Compiègne, n. 1999)

## Pallavoliste(1)
- Charlotte Leys, pallavolista belga (Poperinge, n. 1989)

## Pattinatrici artistiche su ghiaccio(1)
- Charlotte Oelschlägel, pattinatrice artistica su ghiaccio e attrice tedesca (Berlino, n. 1898 - Berlino, † 1984)

## Pattinatrici di short track(1)
- Charlotte Gilmartin, pattinatrice di short track britannica (Redditch, n. 1990)

## Pirate(1)
- Charlotte de Berry, pirata britannica (Inghilterra, n. 1636)

## Pittrici(2)
- Charlotte Salomon, pittrice tedesca (Berlino, n. 1917 - Auschwitz, † 1943)
- Charlotte Stuart, pittrice inglese (Parigi, n. 1817 - Calcutta, † 1861)

## Poetesse(2)
- Charlotte Delbo, poetessa e drammaturga francese (Vigneux-sur-Seine, n. 1913 - Parigi, † 1985)
- Charlotte Turner Smith, poetessa e scrittrice britannica (n. 1749 - † 1806)

## Principesse(1)
- Charlotte di Galles, principessa britannica (Londra, n. 2015)

## Psicologhe(2)
- Charlotte Bühler, psicologa tedesca (Berlino, n. 1893 - Stoccarda, † 1974)
- Charlotte Wolff, psicologa tedesca (Riesenburg, n. 1897 - Londra, † 1986)

## Registe(4)
- Charlotte Dubreuil, regista, sceneggiatrice e attrice francese (Parigi, n. 1940)
- Sally Potter, regista e sceneggiatrice britannica (Londra, n. 1949)
- Lotte Reiniger, regista e animatrice tedesca (Berlino, n. 1899 - † 1981)
- Charlotte Wells, regista e sceneggiatrice britannica (Edimburgo, n. 1987)

## Schermitrici(1)
- Charlotte Lembach, schermitrice francese (Strasburgo, n. 1988)

## Sciatrici alpine(5)
- Charlotte Chable, ex sciatrice alpina svizzera (Ollon, n. 1994)
- Charlotte Grandinger, sciatrice alpina tedesca (n. 2007)
- Charlie Guest, ex sciatrice alpina britannica (Perth, n. 1993)
- Charlotte Lingg, sciatrice alpina svizzera (n. 1999)
- Lotte Nogler, ex sciatrice alpina italiana (Cermes, n. 1947)

## Scrittrici(15)
- Charlotte Aïssé, scrittrice francese (Circassia, n. 1693 - Parigi, † 1733)
- Charlotte Brontë, scrittrice britannica (Thornton, n. 1816 - Haworth, † 1855)
- Charlotte Bunch, scrittrice e attivista statunitense (West Jefferson, n. 1944)
- Charlotte Campbell, romanziera inglese (n. 1775 - Chelsea, † 1861)
- Charlotte Dacre, scrittrice inglese (n. 1782 - † 1841)
- Charlotte Despard, romanziera britannica (Ripple, n. 1844 - Dublino, † 1939)
- Charlotte MacLeod, scrittrice canadese (Bath, n. 1922 - Lewiston, † 2005)
- Charlotte Hughes, scrittrice statunitense
- Charlotte Lennox, scrittrice e poetessa inglese (Gibilterra, n. 1730 - Londra, † 1804)
- Charlotte Link, scrittrice tedesca (Francoforte sul Meno, n. 1963)
- Charlotte Raven, scrittrice, giornalista e anglista britannica (Londra, n. 1969 - Londra, † 2025)
- Charlotte von Stein, scrittrice tedesca (Eisenach, n. 1742 - Weimar, † 1827)
- Charlotte Wood, scrittrice australiana (Cooma, n. 1965)
- Charlotte Mary Yonge, scrittrice, filantropa e insegnante britannica (Otterbourne, n. 1823 - Otterbourne, † 1901)
- Charlotte von Kalb, scrittrice tedesca (Waltershausen, n. 1761 - Berlino, † 1843)

## Snowboarder(1)
- Charlotte Bankes, snowboarder britannica (Hemel Hempstead, n. 1995)

## Socialite(1)
- Béatrice de Rothschild, socialite e collezionista d'arte francese (Parigi, n. 1864 - Davos, † 1934)

## Sociologhe(1)
- Charlotte Perkins Gilman, sociologa, scrittrice e poetessa statunitense (Hartford, n. 1860 - Pasadena, † 1935)

## Soprani(1)
- Charlotte Margiono, soprano olandese (Amsterdam, n. 1955)

## Supercentenarie(2)
- Charlotte Hughes, supercentenaria britannica (Hartlepool, n. 1877 - Redcar, † 1993)
- Charlotte Kretschmann, supercentenaria tedesca (Breslavia, n. 1909 - Kirchheim unter Teck, † 2024)

## Tenniste(4)
- Charlotte Cooper, tennista inglese (Ealing, n. 1870 - Helensburgh, † 1966)
- Charlotte Dod, tennista e arciera britannica (Bebington, n. 1871 - Sway, † 1960)
- Charlotte Kempenaers-Pocz, tennista australiana (Glengowrie, n. 2004)
- Betty Rosenquest Pratt, tennista statunitense (n. 1925 - Winter Park, † 2016)

## Triatlete(1)
- Charlotte Bonin, triatleta italiana (Aosta, n. 1987)

## Velociste(1)
- Charlotte Wingfield, velocista maltese (Londra, n. 1996)

## Violoncelliste(1)
- Charlotte Moorman, violoncellista e artista statunitense (Little Rock, n. 1933 - † 1991)

## Senza attività specificata(3)
- Charlotte van Gils, ex snowboarder olandese (Velsen, n. 1986)
- Charlotte Perriand, architetta e designer francese (Parigi, n. 1903 - Parigi, † 1999)
- Lilly Wust, tedesca (Berlino, n. 1913 - † 2006)